# De koeiencommissie
De koeiencommissie is een stripverhaal uit de reeks van Suske en Wiske. Het is geschreven door Marc Verhaegen en gepubliceerd in De Standaard en Het Nieuwsblad van 22 mei 2000 tot en met 11 september 2000. De eerste albumuitgave was op 14 februari 2001.

## Locaties
- België, firma Tofvet, Brussel, afgelegen boerderij, Zwijnenstal nr. 4, hoeve Catershof, hamburgerrestaurant McQuack[1].

## Personages
- Suske, Wiske, tante Sidonia, Lambik, Jerom, premier Dick Zweijn, vicepremier Firmin de Decker, minister van tewerkstelling Steve Stempelkaart, ministers van volksgezondheid en misselijkheid Kolla en Borrateur[2], hoofd van de koeiencommissie Magda Koevoet, de gebroeders van Rampbui en Flup de Zomer (oppositie), premier Verhofstadt en zijn kabinet, dierenrechtenorganisatie Fwagra, Michel van den Boomgaard[3], Jef Destinkere (commercieel afgevaardigde), Jos Verkets (technisch adviseur), Stance en Eufrasie (koeien), Billy en Spekkie (varken-politie), stier, geit, paard, stier, Rottweilerbrigade, Kevin en zijn ouders, de Vrije Democratische Varkens (V.D.V.), de Koeien Voor Groen (K.V.G.), de Socialistische Paardenbond (P.B.), de partij van het vooruitstrevende pluimvee (I.D.-KIP), Alex, Alles Liever dan Frikandellen (A.L.F.), mevrouw Van der Knor en haar man Odilon, mevrouw Verkalveren, mijnheer Sik, Germain en zijn vrouw, Jan, mijnheer Blindganger, Bob Teel, Carl, Kamiel, Stefaan, Rocco, Rik, Mieke Vleugels (minister van verkeer), Johan Vandelasnotte, Fons, Erik, minister Verwilderd, verslaggever Faroek Ajisserwer, Peter, boer Keutels.

## Het verhaal
Premier Guy Verhoefstadt bezoekt firma Tofvet. Deze nieuwe industrie ontwikkelt het dierenvoer FUNMEAL waardoor dieren minder lijden als ze worden geslacht. De premier negeert een protestactie van dierenrechtenorganisatie Fwagra en ’s nachts wordt ongemerkt een voorwerp (met daarin een virus) in de fabriek geschoten. Suske, Wiske en tante Sidonia gaan picknicken en de kinderen horen dan koeien praten. Lambik laat de verpakking van een bigi-worstje slingeren en wordt door twee varken-agenten aan de kant gezet. Even later rijdt Lambik een geit aan en hij ziet ook andere pratende dieren. Er komt een stier van de voedselkeuring bij tante Sidonia en hij inspecteert de koelkast, alle goederen met dioxines, hormonen, zware metalen, frituurvet en motorolie worden weggegooid. De stier zal verslag uitbrengen aan de koeiencommissie en de Rottweilerbrigade haalt het bewijsmateriaal op. Als Lambik bij tante Sidonia aankomt hoort hij dat ook zij sprekende dieren hebben gezien. Ze kunnen professor Barabas niet om raad vragen omdat hij in het buitenland zit. Jerom werkt voor een marktonderzoeksbureau in de hoofdstad en hoort van mensen dat overal ter wereld multinationals grote winsten maken, maar de mensen worden ontslagen. Jerom hoort dat het Babbelveld-Jacobvirus ervoor zorgt dat dieren kunnen praten en zich gedragen als mensen en even later ziet hij een protestgroep op straat. Michel van den Boogaard praat met de veehouders en Jerom voorkomt een gevecht tussen deze veehouders en de protesterende dieren. De dieren willen het slachtvee bevrijden en met hulp van de Rottweilerbrigade lukt dit, de regering Verhofstadt is gevallen en er komen nieuwe verkiezingen. De veehouders besluiten de A.L.F. op te richten en zo proberen ze de dieren in diskrediet te brengen door zich als ratten te vermommen en aanslagen op hamburgerrestaurants en slagers te plegen.
Suske en Wiske werken als vrijwilliger om het statuut van de dieren in orde te brengen, de dieren moeten de taal en cultuur kennen. Lambik werkt als loodgieter met als bedrijfsnaam Cordon Sanitair, en krijgt veel opdrachten, de dieren zijn hun vuile stallen zat en laten badkamers en toiletten aanleggen. Jerom werkt als bemiddelaar tussen de boeren en de dieren en gaat naar hoeve Catershof en ziet met eigen ogen hoe de herstructurering van de agrarische sector werkt. Hij bezoekt workshops en de kinderopvang, de nieuwe aanpak zorgt ook voor een goede oogst. De vrienden lezen in de krant dat er een aanslag is gepleegd op hamburgerrestaurant McQuack, er komt een betoging in de binnenstad. Jerom voorkomt een aanvaring tussen de betogers en de tegenbetoging van de dieren en er is een grote opkomst tijdens de verkiezingen. De Vrije Democratische Varkens worden de grootste partij van het land en de toekomstige ministers worden geïnterviewd, mijnheer Zweijn wordt tot formateur aangesteld. Alle mensenpartijen zitten nu gezamenlijk in de oppositie en de door de nieuw gevormde regering aangestelde koeiencommissie spreekt over alternatieve voeding, het vlees wordt uit de winkels weggehaald. Suske en Wiske ontdekken toevallig de A.L.F., maar ze worden bijna betrapt. Een zwerfkat wordt doodgeschoten door de veehouders en de kinderen waarschuwen de Rottweilerbrigade. De Rottweilerbrigade kan het vlees niet weerstaan en de kinderen worden gearresteerd. Stefaan treft een regeling met de A.L.F., hij krijgt zwijgvlees. De oppositie komt in actie als de rekken in de supermarkten leeg blijven en de koeiencommissie wordt ter verantwoording geroepen bij de premier. Ook de burgers beginnen te protesteren en er wordt een mars naar Brussel georganiseerd. Suske en Wiske worden ondervraagd en ze kunnen Lambik waarschuwen vanuit de cel. Suske heeft zijn gsm in zijn kous verstopt. Lambik gaat naar de afgelegen hoeve en zegt dat hij alles over heeft voor vlees, de A.L.F. wil eerst Lambik doden, maar besluit dan Lambik in de groep te laten en ze laten hun wapens zien. De premier besluit Suske en Wiske als voorbeeld te stellen en er zal een proces tegen hen worden gehouden. Jerom leest dit nieuws in de krant en ook tante Sidonia hoort al snel wat er aan de hand is via de televisie.
Lambik giet benzine in de wasmachine bij de A.L.F. en gaat met de mannen mee op pad om een aanslag te plegen. Tante Sidonia gaat naar de premier en eist dat Suske en Wiske worden vrijgelaten, de premier hoort dan dat de Rottweilerbrigade corrupt is. De premier laat een onderzoekscommissie oprichten en Jerom bezoekt Suske en Wiske in de gevangenis. De A.L.F. gooit rookbommen door de ramen van het gebouw waar de oppositie vergadert, maar het blijkt om lachgas te gaan. Lambik heeft hiervoor gezorgd en houdt de mannen tegen met zijn bunsenbrander, de pakken van de ratten zijn licht ontvlambaar doordat er benzine is gebruikt bij de was. De Rottweilerbrigade rekent de leden van de A.L.F. in en de premier komt kijken wanneer de maskers worden afgenomen. De hormonenmaffia is ontmaskerd en Jerom komt met Suske en Wiske aangereden. Jerom laat het proviand uit de kast van de Rottweilerbrigade zien en de corrupte agenten worden ingerekend. De premier biedt zijn excuses aan en de ministers treden op in tv-shows en maken onderling veel ruzie, naar analogie met de traditionele mensenpartijen voor hen. Tijdens een toespraak van de premier veranderen de dieren plots weer in normale dieren, het virus is uitgewerkt. De dieren worden teruggejaagd naar de stallen en op televisie is te zien hoe boer Keutels de voormalig premier naar het slachthuis stuurt. De staatsgreep is mislukt doordat het virus zo snel uitgewerkt is. De daders besluiten geen nieuwe poging te doen, maar een verbetering van de politiek komt er ook niet van bij de mensenpartijen.

## Achtergronden bij het verhaal
Het verhaal veroorzaakte nogal wat opschudding, omdat Wiske hier wederom gekleed in een naveltruitje en een zwarte minirok verscheen (zoals daarvoor in Big Mother). Suske droeg een legerbroek en beide kinderen hebben opvallende bruine schoenen. In het kader van de modernisering had Marc Verhaegen deze outfits bedacht, maar het viel niet in goede aarde bij de fans. In De blote Belg (2001) kreeg Wiske haar vertrouwde witte jurkje weer aan, maar dit was wel een aangepast jurkje zonder mouwen.
Het album is wellicht het meest uitgesproken politieke Suske en Wiske-verhaal dat ooit werd getekend. Veel van de personages en situaties zijn verwijzingen naar de Belgische politiek tijdens de jaren 90. Vooral naar de dioxinecrisis, de gekkekoeienziekte en de bomaanslagen op hamburgerrestaurants door het ALF wordt veel verwezen. Zo is premier Dick Zweijn overduidelijk een karikatuur van Jean-Luc Dehaene, wat blijkt uit zijn dikke uiterlijk en uitspraken als "Geen commentaar". Minister Kolla's naam lijkt sterk op die van Marcel Colla, Steve Stempelkaart staat voor Steve Stevaert, Magda Koevoet voor Magda Aelvoet, de gebroeders Rampbui zijn Eric Van Rompuy en Herman Van Rompuy, Michel van den Boomgaard is Michel Vandenbosch, Flup de Zomer Filip Dewinter, Mieke Vleugels Mieke Vogels, minister Verwilderd Marc Verwilghen, Johan Vandelasnotte Johan Vande Lanotte, journalist Faroek Ajisserwer (woordspeling op "Ai is er wér" ("hij is er weer") en journalist Faroek Özgünes), Jos Verkets is een allusie op de vetsmelterij Verkest die verantwoordelijk werd geacht voor de dioxinecrisis. Het Babbelveld-Jacobvirus is een woordspeling op Creutzfeldt-Jacob en ook naar het cordon sanitaire wordt verwezen. Premier Guy Verhoefstadt is natuurlijk Guy Verhofstadt en de 'oude trekhond' met een Frans accent is dan weer een parodie op Elio Di Rupo.
Eind jaren 90 begonnen de Suske en Wiske-strips uitgesprokener naar de politiek te verwijzen. Eerder al verwees Het verdronken land naar het dorp Doel en in De rebelse Reinaert werd er naar de zaak-Dutroux verwezen, en is er heel veel gebruik gemaakt van politiek getinte doch cynische woordspelingen. Alhoewel Willy Vandersteen in zijn beginjaren zelf ook af en toe naar de actualiteit verwees in Suske en Wiske, waren het vaak eerder subtiele knipoogjes die nooit het hele verhaal beheersten. De enige uitzondering is De stalen bloempot dat een satire is op de koningskwestie, maar zelfs daar werden er geen concrete namen genoemd. Sommige lezers vonden deze evolutie in Suske en Wiske interessant, andere vonden dat de politieke satire niet paste in de strip en Vandersteen nooit zo expliciet naar politici uit een bepaalde periode verwees dat het hele verhaal erdoor beheerst werd. Weer anderen vonden de politieke "satire" en woordspelingen uitermate flauw, kinderachtig en nietszeggend en vreesden dat het album snel gedateerd zou zijn. Nederlandse lezers hadden vaak geen idee waar de politieke verwijzingen over gingen.